# Gregorio Tarcaniota
Gregorio Tarcaniota (en italiano: Gregorio Tracanioto o Tracamoto) fue protospatario y el primero y más duradero catapán de Italia del Imperio bizantino, de 999 a 1006.
Asumió su cargo algún tiempo después del 1 de septiembre de 998, en sucesión de Juan Ammiropulo. Poco después, todavía en el mismo año, confirmó la concesión de una aldea al abad de Santa Maria del Rifugio en Tricarico. En el primer año de su mandato, capturó la ciudad de Gravina, que se había rebelado, y tomó prisionero a su líder, un tal Teofilacto.
En diciembre de 999, y otra vez el 2 de febrero de 1002, el catapán restituyó y confirmó las posesiones de la abadía y los monjes de Monte Cassino en Áscoli. En 1004, fortificó y agrandó el castillo de Dragonara sobre el río Fortore: le dio sus tres torres circulares y una cuadrada. También fortificó Lucera.
| Predecesor: nuevo título cargo creado por el emperador Basilio II | Catapán de Italia 999 - 1006 | Sucesor: Alexio Quifias |